# Episodi di Undateable (seconda stagione)
La seconda stagione della sitcom Undateable, composta da 10 episodi, è stata trasmessa su NBC dal 17 marzo al 12 maggio 2015.
In Italia è stata trasmessa in prima visione assoluta dal 29 settembre al 27 ottobre 2015 su Joi di Mediaset Premium. In chiaro viene trasmessa su Italia 1 dal 20 gennaio 2018, tutti i sabati nel day-time.
| nº | Titolo originale                        | Titolo italiano                           | Prima TV USA   | Prima TV Italia   |
| -- | --------------------------------------- | ----------------------------------------- | -------------- | ----------------- |
| 1  | A Japanese Businessman Walks Into a Bar | C'era un giapponese al bar                | 17 marzo 2015  | 29 settembre 2015 |
| 2  | Candace's Boyfriend Walks Into a Bar    | C'era un fidanzato al bar                 | 24 marzo 2015  | 29 settembre 2015 |
| 3  | An Imaginary Torch Walks Into a Bar     | C'era una fiaccola al bar                 | 31 marzo 2015  | 6 ottobre 2015    |
| 4  | A Stray Dog Walks Into a Bar            | C'era un randagio al bar                  | 14 aprile 2015 | 6 ottobre 2015    |
| 5  | A Priest Walks Into a Bar               | C'era un prete al bar                     | 21 aprile 2015 | 13 ottobre 2015   |
| 6  | A Sibling Rivalry Walks Into a Bar      | C'era un rivale al bar                    | 28 aprile 2015 | 13 ottobre 2015   |
| 7  | A Live Show Walks Into a Bar            | C'era un Live Show al bar (Prima parte)   | 5 maggio 2015  | 20 ottobre 2015   |
| 8  | A Live Show Walks Into a Bar            | C'era un Live Show al bar (Seconda parte) | 5 maggio 2015  | 20 ottobre 2015   |
| 9  | An Angry Judge Walks Into a Bar         | C'era un giudice furioso al bar           | 12 maggio 2015 | 27 ottobre 2015   |
| 10 | Cop Number Four Walks Into a Bar        | C'era un poliziotto al bar                | 12 maggio 2015 | 27 ottobre 2015   |